# Соколова, Анастасия Владимировна
Анастасия Владимировна Соколова (род. 25 мая 1967 года, Москва, РСФСР, СССР) — российский художник-монументалист, действительный член Российской академии художеств (2021).

## Биография
Родилась 25 мая 1967 года в Москве.
В 1985 году окончила Московскую среднюю художественную школу имени Сурикова.
В 1991 году окончила Московский художественный институт имени В. И. Сурикова, мастерская под руководством Таира Салахова, отделение станковой живописи.
В 2012 году избрана членом-корреспондентом, а в 2021 — академиком Российской академии художеств от Отделения живописи.
Членство в общественных организациях: МСХ (секция монументалистов, с 1994 г.); ТСХР (с 1992 г.); МОСХ (с 2016 г.); член-корреспондент МАКИ (с 2016 г.); СХР (с 2017 г.).
Произведения находятся в музеях и частных собраниях в России и за рубежом, в музеях г. Терни, Умбрия (Италия).

## Основные проекты и произведения

### Станковые произведения
- «Весна в Замоскворечье». 100х80 см, х.м. (1991 г.)
- «Пороки и добродетели». 225х500 см, х.м. (1991 г.)
- «Московское утро». 120х80 см, х.м. (1996 г.)
- «Цветы ко дню рождения». 130х105 см, х.м. (2003 г.)
- «Momento mori». 98х128 см, х.м. (2014 г.)
- «Портрет художника А. Д. Шмаринова». 90х80 см, х.м. (2014 г.)
- «Портрет художника Сергея Алимова». 80х80 см, х.м. (2015 г.)
- «Осень. Портрет Т. Б. Лобач-Жученко». 120х100 см, х.м. (2015 г.)
- «Портрет Тома Паттерсона». 100х120 см, х.м. (2016 г.)
- «Портрет художника Владимира Соколова». 160х130 см, х.м. (2017 г.)

### Монументальные произведения (в соавторстве сВ. А. Чернорицким)
- Санаторий «Энергетик», «Грюнвальдская битва». 160 м², техника холодная энкаустика. г. Швентойи (Литва) (1989—1991 гг.)
- Греческая церковь, центральный и верхний ярус. 250 м², техника сырая фреска. г. Каржез, о. Корсика (Франция) (1991 г.)
- Латинская церковь, центральный и нижний ярус. 200 м², техника холодная энкаустика. г. Каржез, о. Корсика (Франция) (1991—2004 гг.)
- Кафедральный собор, центральная часть «Распятие». 180х250 см, х.,м. г. Эвиза (Франция) (1992 г.)
- Капелла «Святой Лючии». 320 м², техника холодная энкаустика. г. Пьяна, о. Корсика (Франция) (1993—2005 гг.)
- Кафедральный собор, капелла «Maria Madre della Chiesa». 450 м², техника холодная энкаустика. г. Терни, Умбрия (Италия) (2005—2008 гг.)